# Kjerag
59°1′52.928″N 6°35′14.402″Ø / 59.03136889°N 6.58733389°Ø
Kjerag er et bjergplateau på sydsiden af Lysefjorden, Ryfylke i Rogaland fylke i Norge. I den vestlige del af plateauet sidder Kjeragbolten, en 5 m³ stor sten, kilet fast i en kløft i fjeldet 1.000 m over Lysefjorden.
Stedet er et kendt turistmål i regionen. I 2006 havde Kjerag/Øygardstølen 27.375 besøgende. Turstien til Kjerag starter ved Øygardstølen – en restaurant 640 m over Lysebotn. Ved normal gang tager turen omkring to timer hver vej, af en kuperet og stejl vej, én vei. Fra 2008 er der tilbud om guiding ind til Kjerag i sommersæsonen.
Kjeragplateauet er et yndet udspringspunkt for BASE jumping. Flere stunts bliver også udført på eller ved plateauet. I august 2006 gik Christian Schau på slackline 1.000 meter over Lysefjorden. Da stuntet blev udført var det verdens højeste slackline.
I Kjeragfjeldet kan det på et bestemt sted i nærheden af toppen høres skudlignende smæld, samtidig med at en røg står ud fra bjergvæggen – det såkaldte Kjeragsmellet. Efter hvad ældre folk fortæller, viser dette naturfænomen sig særlig i østenvind når vinden har en bestemt styrke. Hvad det kommer af er usikkert, men bygdefolk har fra tidligere tider ment at det er vand som bliver presset ud fra fjeldvæggen. 

En opmålingsingeniør oplevede fænomenet i 1855. Han fortalte: "Jeg hørte først enkelte skrald som efterhånden blev hyppigere og stærkere, derpå hørte jeg en overordentlig bragen og så en lysstråle fare i horisontal retning ud fra klippen indtil omtrent midten af fjorden hvor den opløste sig og forsvandt. Strålen var hvid og stærk. Først var den smal, og så blev den bredere, så smallere igen og derefter bred på ny til den opløste sig ."

## Eksterne kilder og henvisninger
1. ↑  Stavanger Aftenblad – Tirsdag 26. september 2006, del 2 side 17 – «Lysefjorden trekker flest»
2. ↑  Stavanger Aftenblad – På slakk line ved Kjerag Arkiveret 30. september 2007 hos  Wayback Machine

- Wikimedia Commons har flere filer relateret til Kjerag
- Visit Lysefjorden Arkiveret 27. september 2007 hos  Wayback Machine
- Ryfylke.com
- Lysefjordeninfo
- Om Forsand/Kjerag på Wikivoyage (en)